# Tomentella
Genre
Synonymes
- Acrotamnium Nees, 1816[1]
- Caldesiella Sacc., 1877[1]
- Cyphellina Rick, 1959[1]
- Hydnopsis (J. Schröt.) Rea, 1909[1]
- Hypochnus Fr. 1818[1]
- Karstenia Britzelm., 1897[1]
- Odontium Raf., Bull., 1817[1]
- Phaeodon subgen. Hydnopsis J. Schröt., 1888[1]
- Prillieuxia Sacc. & P. Syd., 1899[1]
- Tomentella Johan-Olsen, 1888[1]
- Tomentellastrum Svrček, 1958[1]

Tomentella est un genre de champignons de l'ordre des Thelephorales. Son espèce type est Tomentella ferruginea. Décrit par le mycologue français Narcisse Patouillard en 1887, ce genre comprend des espèces ectomycorhiziennes corticoles, muscicoles ou terrestres présentes sur l'ensemble de la planète avec plus d'une centaine d'espèces décrites,.
Les espèces du genre Tomentella sont caractérisées par un réceptacle résupiné, lisse ou papilleux, floconneux, à trame colorée, molle, peu serrée. Leur hyménium est ordinairement disjoint, formé de basides en massues, disposées en touffes avec absence de cystides et des spores colorées, jaunes, fauves, brunes ou grisâtres, échinulées ou anguleuses. Les conidies sont semblables aux spores, naissant sur les côtés des branches terminales des hyphes non basidifères.

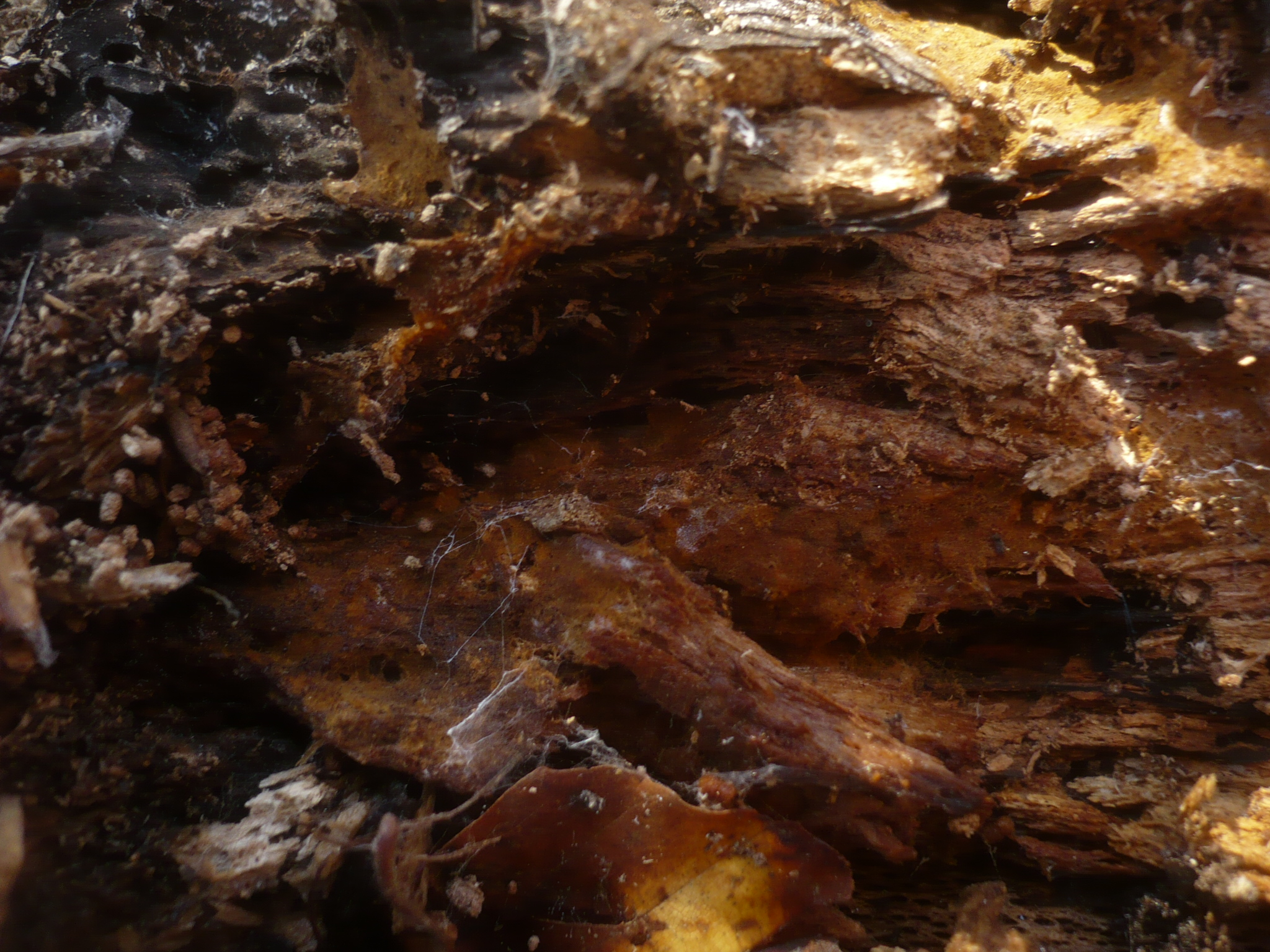
Tomentella punicea
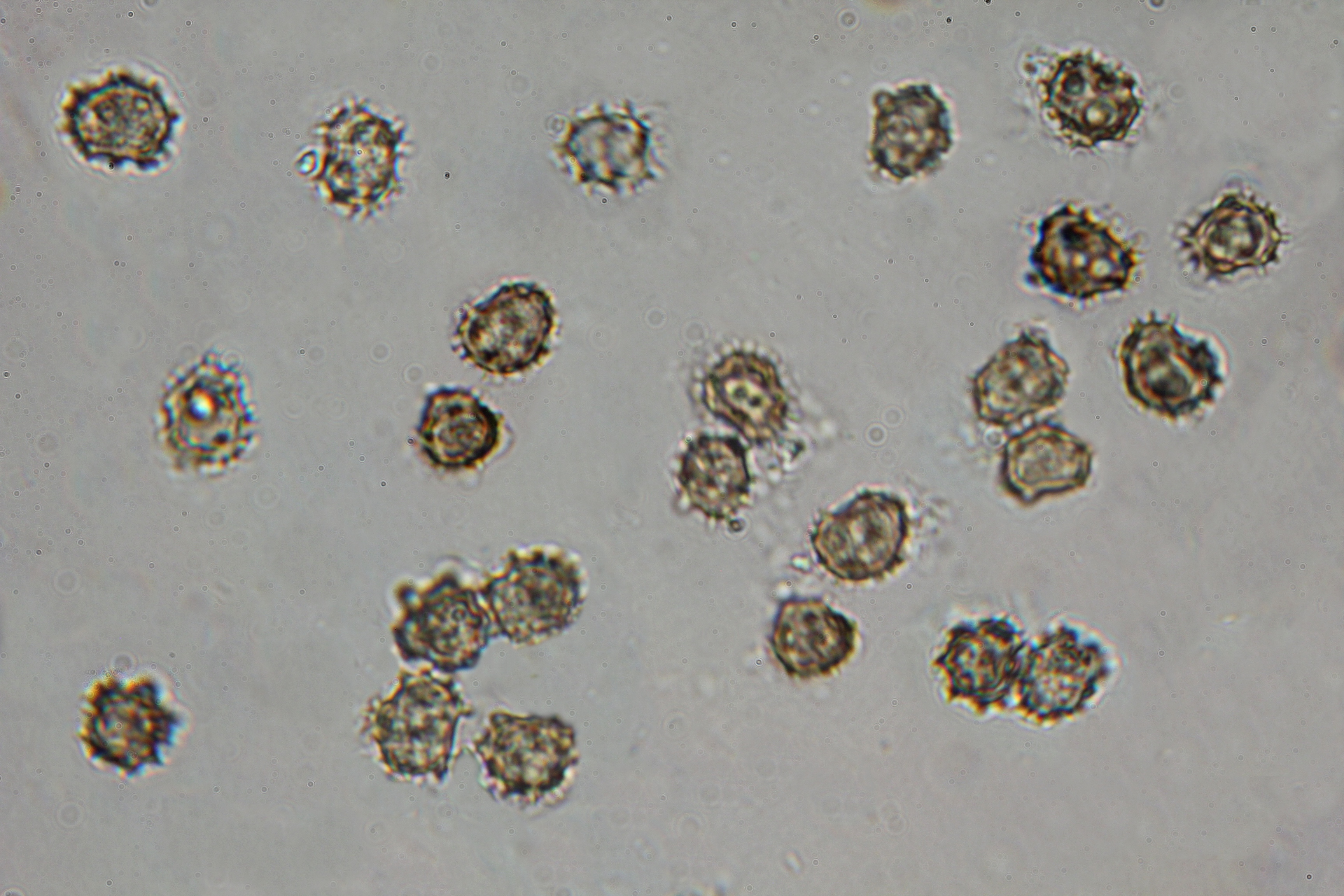
Spores d'une espèce de Tomentella indéterminée

## Espèces présentes sur le territoire français
Selon l'INPN :
- Tomentella albomarginata (Bourdot & Galzin) M.P. Christiansen ex M.J. Larsen
- Tomentella alutaceoumbrina (Bres.) Litsch.
- Tomentella asperula (P.Karst.) Höhn. & Litsch.
- Tomentella atroarenicolor Nikol., 1970
- Tomentella avellanea (Burt) Bourdot & Galzin, 1924
- Tomentella badia (Link ex Steudel) Stalpers
- Tomentella botryoides (Schwein.) Bourdot & Galzin, 1924
- Tomentella bourdotii Svrček
- Tomentella bresadolae (Brinkman) Höhn. & Litsch.
- Tomentella brevispina (Bourdot & Galzin) M.J. Larsen, 1970
- Tomentella caerulea (Bres.) Höhn. & Litsch.
- Tomentella caesiocinerea (Svrček) M.J. Larsen
- Tomentella calcicola (Bourdot & Galzin) M.J. Larsen, 1967
- Tomentella chalybaea (Pers.) Höhn. & Litsch., 1908
- Tomentella cinerascens (P.Karst.) Höhn. & Litsch., 1906
- Tomentella cinereoumbrina (Bres.) Stalpers
- Tomentella cladii Wakef.
- Tomentella clavigera Litsch.
- Tomentella crinalis (Fr.) M.J. Larsen, 1967
- Tomentella donkii Litsch.
- Tomentella ellisii (Sacc.) Jülich & Stalpers, 1980
- Tomentella epigaea (Burt) M.J. Larsen, 1965
- Tomentella fatrensis Svrček, 1958
- Tomentella ferruginea (Pers. : Fr.) Pat.
- Tomentella ferruginella (Bourdot & Galzin) Svrček
- Tomentella fibrosa (Berk. & M.A.Curtis) Kõljalg
- Tomentella fragilis (Bourdot & Galzin) M.J. Larsen, 1974
- Tomentella fuscocinerea (Pers. : Fr.) Donk
- Tomentella fuscoferruginosa (Bres.) Litsch.
- Tomentella galzinii Bourdot, 1924
- Tomentella gilva (Bourdot & Galzin) Svrček, 1958
- Tomentella griseoumbrina Litsch.
- Tomentella griseoviolacea Litsch.
- Tomentella guadalupensis E.C.Martini & Hentic, 2005
- Tomentella italica (Sacc.) M.J. Larsen, 1967
- Tomentella juncicola Svrček
- Tomentella lapida (Pers.) Stalpers, 1984
- Tomentella lateritia Pat.
- Tomentella lilacinogrisea Wakef.
- Tomentella mairei Bourdot, 1924
- Tomentella molybdaea Bourdot & Galzin, 1924
- Tomentella neobourdotii M.J. Larsen, 1969
- Tomentella nitellina Bourdot & Galzin, 1924
- Tomentella ochraceo-olivacea Litsch., 1933
- Tomentella olivascens (Berk. & M.A.Curtis) Bourdot & Galzin
- Tomentella phylacteris (Bull.) Bourdot & Galzin, 1920
- Tomentella pilatii Litsch.
- Tomentella pilosa (Burt) Bourdot & Galzin, 1924
- Tomentella pirolae (J.B. Ellis & Halst.) M.J. Larsen
- Tomentella puberula Bourdot & Galzin, 1924
- Tomentella punicea (Alb. & Schwein. : Fr.) J.Schröt.
- Tomentella radiosa (P.Karst.) Rick
- Tomentella ramosissima (Berk. & M.A.Curtis) Wakef.
- Tomentella retiruga E.C.Martini & Hentic, 2003
- Tomentella rhodophaea Höhn. & Litsch.
- Tomentella roana (Bourdot & Galzin) Svrček, 1958
- Tomentella rubiginosa (Bres.) Maire
- Tomentella stuposa (Link) Stalpers, 1984
- Tomentella subcinerascens Litsch.
- Tomentella subclavigera Litsch.
- Tomentella subfusca (P.Karst.) Höhn. & Litsch.
- Tomentella sublilacina (Ellis & Holw.) Wakef., 1960
- Tomentella subtestacea Bourdot & Galzin, 1924
- Tomentella terrestris (Berk. & Broome) M.J. Larsen
- Tomentella testacea Bourdot & Galzin, 1924
- Tomentella testaceogilva Bourdot & Galzin, 1924
- Tomentella umbrinospora M.J. Larsen, 1963
- Tomentella viridescens (Bres. & Torrend) Bourdot & Galzin
- Tomentella viridula Bourdot & Galzin